# Bryx veleronis
Bryx veleronis е вид лъчеперка от семейство иглови (Syngnathidae).

## Разпространение и местообитание
Видът е разпространен в Еквадор (Галапагоски острови), Колумбия, Коста Рика, Мексико (Ревияхихедо) и Панама.
Среща се на дълбочина от 14 до 27 m, при температура на водата около 27,5 °C и соленост 33 ‰.

## Описание
На дължина достигат до 6 cm.